# Grabów nad Pilicą (village)
Pour les articles homonymes, voir Grabów nad Pilicą.
Grabów nad Pilicą (prononciation : [ˈɡrabuf ˌnat piˈlit͡sɔ̃]) est un village polonais de la gmina de Grabów nad Pilicą dans le powiat de Kozienice de la voïvodie de Mazovie dans le centre-est de la Pologne.
Le village est le siège administratif de la gmina appelée gmina de Grabów nad Pilicą.
Il se situe à environ 29 kilomètres au nord-ouest de Kozienice (siège du powiat) et à 58 kilomètres au sud de Varsovie (capitale de la Pologne).
Le village possède approximativement une population de 460 habitants en 2006.

## Histoire
De 1975 à 1998, le village appartenait administrativement à la voïvodie de Radom.